# Валентина (телесериал)
«Валенти́на» (исп. Valentina) — мексиканская мелодрама 1993 года производства телекомпании Televisa. Снята в двух вариантах — для показа в странах мира (80 серий хронометражем в 41-44 минуты) и для показа в Мексике (160 серий хронометражем в 21-22 минуты).

## Синопсис
Валентина — мексиканская теленовелла, спродюсированная Хосе Альберто Кастро для Televisa. Она демонстрировалась с 21 июня 1993 года по 28 января 1994 года на телеканале Las Estrellas. Она была разделена на два этапа: в первой части играли актёры в главных ролях — Вероника Кастро и Хуан Феррара, а также злодейки Бланки Герры; во второй части играли актёры в главных ролях —Вероника Кастро и Рафаэль Рохаса, а также злодеев и злодеек Майры Рохас, Хьюго Акосты, Йоланды Сиани, Лауры Форастери и Дианы Гольден, а также в обеих частях выступили некоторые актёры: Рауль Мерас, Аурора Молина, Клаудио Брук, Офелия Гильмаин, Хосефина Эчанове, Маргарита Исабель, Мануэль «Флако» Ибаньес, Мече Барба, Норма Лазарено, Хуан Пелаес, Луис Кутюрье и Алисия Монтойя. Начиная с этого телесериала в кино дебютировала актриса Селия Крус.
По приказу Валентина Пимштейна и руководителей телекомпании Televisa, был использован оригинальный текст Инес Родены для второй части теленовеллы.
Несмотря на то, что можно было повысить уровень аудитории, этот телесериал стал одной из ошибок в телевизионной карьере Вероники Кастро, в результате чего актриса перестала играть главные роли в телесериалах и сменила профессию в качестве телеведущей ночных программ.

## Создатели телесериала

### В ролях

#### Первая часть
- Вероника Кастро —  Валентина Исабель Монтеро
- Хуан Феррара —  Фернандо Алькантара
- Бланка Герра —  Дебора Андраде
- Уго Акоста —  Феликс
- Гильермо Гарсия Канту —  Виктор Лухан
- Рауль Мерас — "Дон Рохелио Монтеро
- Аурора Молина — Пруденсия
- Селия Крус — Лекуме
- Сайде Сильвия Гутьеррес — Рафаэла
- Марио Иван Мартинес — Маурисе Тейлор
- Рафаэль Санчес Наварро —  Ренато Сальдивар
- Добрина Кристева — "Летисия де Алькантара / Ана Мария Миранда
- Андреа Легаррета —  Констанса «Конни» Басурто
- Мерседес Мольто —  Луисита Басурто
- Даниэль Эдид Бракамонтес — Тоньико
- Лили Уайт — Хулия
- Алехандро Руис —  Пабло Мартинес
- Татьяна —  Леонор
- Хуан Карлос Боне —  Освальдо
- Манола Сааведра — "Донья Ирен
- Хавьер Гомес — "Вилли
- Арасели —  Эстела Монтеро
- Глория Исагирре — «Росита»
- Анхелита Кастани —  Барбара
- Педро Альтамирано —  Херардо Антунес
- Дарио Пье —  Бобби
- Клаудио Брук —  Альфред Ван Датрен
- Эдуардо Линьян — "сержант Михарес
- Офелия Гильмаин —  Донья Федерика Алькантара
- Хоакин Гарридо —  Энрике
- Херардо Франко —  Лусиано
- Марикрус Нахера —  Глория Луке
- Хосефина Эчанове —  Евангелина
- Далила Поланко —  Консуэлита
- Маргарита Исабель — "Марта Вильялон
- Мария Моретт — "доктор Диана
- Марта Мариана Кастро —  Мариэта
- Ванесса Анхерс —  Лурдес
- Лусеро Рейносо —  Кармен
- Сесилия Ромо — Матушка Эухения
- Хосе Луис Гонсалес и Карраско — "доктор Рамирес
- Хелио Кастильос —  Мигель
- Херман Бландо —  Бельтран
- Серхио Хименес — Хасинто «Эль Бокор»

#### Вторая часть
- Вероника Кастро —  Валентина Паулина де лос Анхелес «Анхелита» Перес Лопес
- Рафаэль Рохас —  Хулио Кармона
- Хуго Акоста — "Хосе Мануэль Корралес
- Маура Рохас —  Ребека
- Диана Гольден —  Даниэла Вальдепеньяс де Корралес
- Артуро Гарсиа Тенорио —  Арнульфо Чапарра
- Лусила Марискаль —  Амада Паниагуа «Ла Девиэлада»
- Йоланда Мерида —  Ампаро де Перес
- Мануэль «Флако» Ибаньес — Ригоберто «Риго» Перес
- Мече Барба —  Элоина
- Энрике Нови —  Энрике
- Давид Остроски —  Диего
- Норма Ласарено —  Алисия де Вальдепеньяс
- Хуан Пелаэс — "Эрнесто Вальдепеньяс
- Йоланда Киани —  Лукресия де Кармона
- Луис Кутюрье — Конрадо Кармона
- Алисия Монтойя —  Берта
- Татьяна —  Леонор
- Лаура Форастиери —  Ракель Ривера
- Рауль Мерас — "Дон Рохелио Монтеро
- Аурора Молина — Пруденсия
- Луис Хавьер Посада — "Хорхе
- Даниэль Эдид Бракамонтес —  Тоньико

### Административная группа
- оригинальный текст: Альфонсо Кремата, Сальвадор Угарте, (первая часть телесериала) Инес Родена (вторая часть телесериала)
- либретто: Карлос Ромеро, Эрик Вонн (вторая часть; первая часть телесериала была создана только по оригинальной книге)
- литературные редакторы: Хосе Антонио Ольвера, Серхио Санчес
- дополнительные диалоги актёров: Кари Фахер
- музыкальная тема заставки: Valentina
- автор музыки и текста песни: Адольфо Анхель Браво
- вокал: Вероника Кастро
- художник-постановщик: Фелипе де Хесус Лопес
- художница по декорациям: Энеида Рохас Фернандес
- художница по костюмам: Клаудия Сауседо
- начальники производства: Хорхе Диас Гонсалес, Марко Антонио Кано
- координатор производства: Луис Карписо
- менеджер по производству: Фаусто Саинс
- распределительница ролей для каждого актёра: Георгина Рамос
- общий координатор: Эрнесто Эрнандес
- редактор: Оскар Моралес
- операторы-постановщики: Эрнесто Арреола, Луис Монрой
- режиссёры-постановщики: Луис Велес, Серхио Хименес
- продюсер: Хосе Альберто Кастро

## Награды и премии

### TVyNovelas(1 из 2)
| Номинация                 | Персона        | Итоги премии |
| ------------------------- | -------------- | ------------ |
| Лучший актёр              | Хуан Феррара   | Номинация    |
| Лучшая выдающаяся актриса | Алисия Монтойя | Победа       |